# Morte Parence
Die Morte Parence ist ein kleiner Fluss in Frankreich, der im Département Sarthe in der Region Pays de la Loire verläuft. Sie entspringt beim Weiler Les Bois de Ballon im südwestlichen Gemeindegebiet von Courcemont, entwässert generell in südlicher Richtung und mündet nach rund 18 Kilometern im Gemeindegebiet von Savigné-l’Évêque als rechter Nebenfluss in ihren Schwesternfluss Vive Parence. 
In ihrem Unterlauf quert die Morte Parence die Bahnstrecke LGV Bretagne-Pays de la Loire.

## Orte am Fluss
(Reihenfolge in Fließrichtung)
- Ferrière, Gemeinde Courcemont
- La Fontaine, Gemeinde Beaufay
- Le Callefour, Gemeinde Courcebœufs
- Montargis, Gemeinde Savigné-l’Évêque
- Savigné-l’Évêque